# 20 × 145 mm Bofors

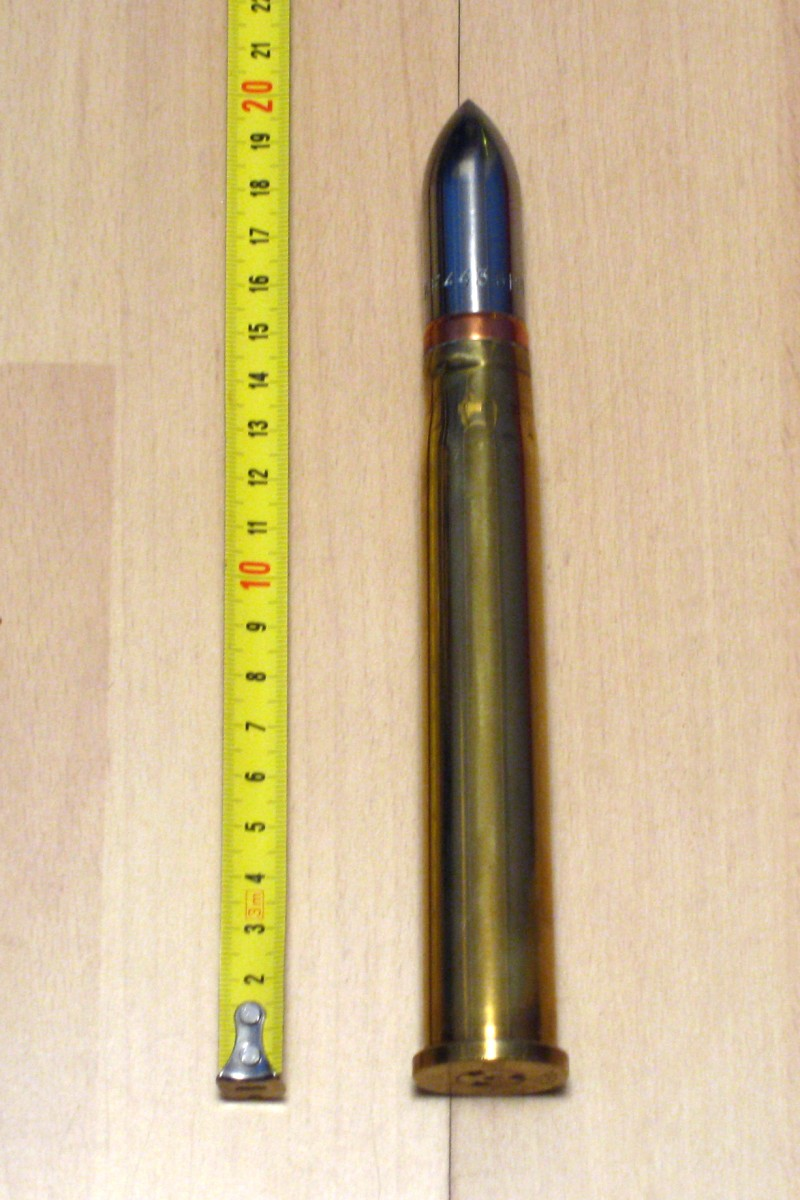
En patron 20x145mmR, även känd som Bofors m/40.

20 × 145 mm Bofors är en kaliber utvecklad av Bofors i Karlskoga. Patronen användes i 20 mm automatkanoner för pansarvärn och luftvärn. Den användes tills början på 1990-talet i Luftvärnets robot 70-förband till 20 mm lvakan m/40-70.